# Физические характеристики электрона
Электрон — это лептон в Стандартной модели физики элементарных частиц. Электроны имеют наименьшую массу среди всех заряженных лептонов (или электрически заряженных частиц любого типа) и принадлежат к первому поколению фундаментальных частиц. Будучи первой открытой (в 1897 году) субатомной частицей Джозеф Джон Томсон в Кавендишской лаборатории Кембриджского университета (независимо от него Э. Вихерт) начинает методическое количественное изучение его физических свойств.
| Величина                                                                            | Значение               | Неопределённость       | Единица измерения |
| ----------------------------------------------------------------------------------- | ---------------------- | ---------------------- | ----------------- |
| Отношение заряда электрона к массе                                                  | -1.758 820 008 38 e11  | 0.000 000 000 55 e11   | Кл кг−1           |
| Отношение магнитных моментов электрона и дейтрона                                   | -2143.923 4921         | 0.000 0056             |                   |
| Отношение масс электрона и дейтрона                                                 | 2.724 437 107 629 e-4  | 0.000 000 000 047 e-4  |                   |
| g-фактор электрона                                                                  | -2.002 319 304 360 92  | 0.000 000 000 000 36   |                   |
| Гиромагнитное отношение электрона                                                   | 1.760 859 627 84 e11   | 0.000 000 000 55 e11   | с−1 Тл−1          |
| Гиромагнитное отношение электрона в МГц/Тл                                          | 28 024.951 3861        | 0.000 0087             | МГц Тл−1          |
| Отношение масс электрона и гелиона                                                  | 1.819 543 074 649 e-4  | 0.000 000 000 053 e-4  |                   |
| Магнитный момент электрона                                                          | -9.284 764 6917 e-24   | 0.000 000 0029 e-24    | Дж Тл−1           |
| Аномальный магнитный момент электрона                                               | 1.159 652 180 46 e-3   | 0.000 000 000 18 e-3   |                   |
| Отношение магнитного момента электрона к магнетону Бора                             | -1.001 159 652 180 46  | 0.000 000 000 000 18   |                   |
| Отношение магнитного момента электрона к ядерному магнетону                         | -1838.281 971 877      | 0.000 000 032          |                   |
| Масса электрона                                                                     | 9.109 383 7139 e-31    | 0.000 000 0028 e-31    | кг                |
| Энергетический эквивалент массы электрона                                           | 8.187 105 7880 e-14    | 0.000 000 0026 e-14    | Дж                |
| Энергетический эквивалент массы электрона в МэВ                                     | 0.510 998 950 69       | 0.000 000 000 16       | МэВ               |
| Масса электрона в а. е. м.                                                          | 5.485 799 090 441 e-4  | 0.000 000 000 097 e-4  | а. е. м.          |
| Молярная масса электрона                                                            | 5.485 799 0962 e-7     | 0.000 000 0017 e-7     | кг моль−1         |
| Отношение магнитных моментов электрона и мюона                                      | 206.766 9881           | 0.000 0046             |                   |
| Отношение масс электрона и мюона                                                    | 4.836 331 70 e-3       | 0.000 000 11 e-3       |                   |
| Отношение магнитных моментов электрона и нейтрона                                   | 960.920 48             | 0.000 23               |                   |
| Отношение масс электрона и нейтрона                                                 | 5.438 673 4416 e-4     | 0.000 000 0022 e-4     |                   |
| Отношение магнитных моментов электрона и протона                                    | -658.210 687 89        | 0.000 000 19           |                   |
| Отношение масс электрона и протона                                                  | 5.446 170 214 889 e-4  | 0.000 000 000 094 e-4  |                   |
| Относительная атомная масса электрона                                               | 5.485 799 090 441 e-4  | 0.000 000 000 097 e-4  |                   |
| Отношение масс электрона и тау-лептона                                              | 2.875 85 e-4           | 0.000 19 e-4           |                   |
| Отношение масс электрона и альфа-частицы                                            | 1.370 933 554 733 e-4  | 0.000 000 000 032 e-4  |                   |
| Отношение магнитного момента электрона к магнитному моменту экранированного гелиона | 864.058 239 86         | 0.000 000 70           |                   |
| Отношение магнитного момента электрона к магнитному моменту экранированного протона | -658.227 5856          | 0.000 0027             |                   |
| Отношение масс электрона и тритона                                                  | 1.819 200 062 327 e-4  | 0.000 000 000 068 e-4  |                   |
| Электронвольт                                                                       | 1.602 176 634 e-19     | (точно)                | Дж                |
| Соотношение электронвольт — атомная единица массы                                   | 1.073 544 100 83 e-9   | 0.000 000 000 33 e-9   | а. е. м.          |
| Соотношение электронвольт — хартри                                                  | 3.674 932 217 5665 e-2 | 0.000 000 000 0040 e-2 | Хартри            |
| Соотношение электронвольт — герц                                                    | 2.417 989 242…         | (точно)                | Гц                |
| Соотношение электронвольт — обратный метр                                           | 8.065 543 937…         | (точно)                | м−1               |
| Соотношение электронвольт — джоуль                                                  | 1.602 176 634 e-19     | (точно)                | Дж                |
| Соотношение электронвольт — кельвин                                                 | 1.160 451 812… e4      | (точно)                | К                 |
| Соотношение электронвольт — килограмм                                               | 1.782 661 921… e-36    | (точно)                | кг                |
| Элементарный заряд                                                                  | 1.602 176 634 e-19     | (точно)                | Кл                |
| Элементарный заряд, делённый на редуцированную постоянную Планка                    | 1.519 267 447… e15     | (точно)                | А Дж−1            |